# 金斯頓 (密歇根州)
金斯頓（英語：Kingston）是位於美國密歇根州土斯科拉縣金斯頓鎮區及科伊爾頓鎮區的一個村。

## 人口
根據2020年美國人口普查的數據，金斯頓的面積為2.64平方千米，當中陸地面積為2.64平方千米，而水域面積為0.00平方千米。當地共有人口399人，而人口密度為每平方千米151人。